# Akaflieg München Mü 26
Die Akaflieg München Mü 26 ist ein einsitziges Segelflugzeug der studentischen Fliegergruppe Akaflieg München in Gemischtbauweise mit Pendel-V-Leitwerk.

## Geschichte
Die Mü 26 wurde ursprünglich unter der Bezeichnung Mü 22d als Variante der Mü 22 entwickelt. Der Prototyp konnte im Juli 1971 am Flugplatz Oberpfaffenhofen erfolgreich seinen Erstflug absolvieren. 1984 wurde das Flugzeug bei einem Unfall zerstört und im Anschluss in jahrelanger Arbeit wieder aufgebaut.

## Konstruktion
Das charakteristische V-Leitwerk lässt auf eine Verwandtschaft zur Mü 22 schließen. Der Rumpf besteht allerdings nicht aus einer bespannten Stahlrohrkonstruktion, sondern aus mit glasfaserverstärktem Kunststoff beschichtetem Balsaholz. Durch den „zigarrenförmigen“ Rumpf wurde versucht, die Querschnittsfläche und somit den Widerstand möglichst klein zu halten. Dies hat zur Folge, dass sich der Pilot in der Mü 26 in einer extrem waagerechten Liegeposition befindet.
Bei den Tragflächen wurde wie bei der Mü 22 auf eine klassische Holzkonstruktion gesetzt mit allerdings engerem Rippenabstand und Vollbeplankung.

## Nutzung
Die Mü 26 ist am Segelflugzentrum Königsdorf stationiert.

## Technische Daten
| Kenngröße         | Daten               |
| ----------------- | ------------------- |
| Besatzung         | 1                   |
| Länge             | 7,41 m              |
| Spannweite        | 16,6 m              |
| Rumpfhöhe         | 1,12 m              |
| Flügelfläche      | 15,3 m²             |
| Flügelstreckung   | 18,0                |
| Gleitzahl         | 36                  |
| Geringstes Sinken | 0,6 m/s bei 83 km/h |
| Leermasse         | 212 kg              |
| max. Startmasse   | 382 kg              |